# Hendrie Krüzen
Hendrik "Hendrie" Krüzen (* 24. listopad 1964, Almelo) je bývalý nizozemský fotbalista. Nastupoval povětšinou na postu krajního záložníka.
S nizozemskou reprezentací vyhrál Mistrovství Evropy 1988, do bojů na turnaji však nezasáhl. V národním týmu odehrál celkem 5 utkání.
S PSV Eindhoven se stal mistrem Nizozemska v sezóně 1988/89, ve stejném ročníku s ním vybojoval i nizozemský fotbalový pohár.